# Igiaba Scego

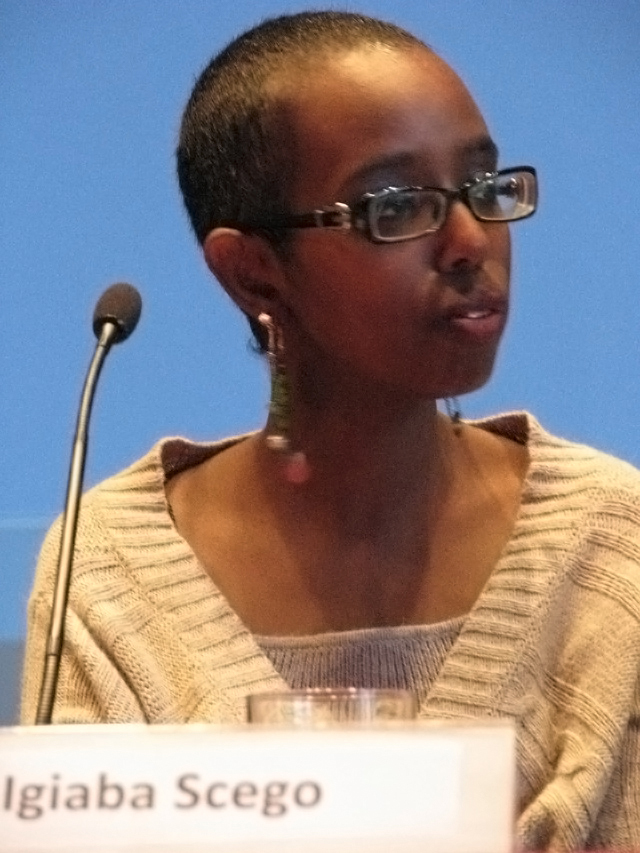
Igiaba Scego (2010).

Igiaba Scego, född 1974 i Rom i Italien är författare och journalist av somaliskt ursprung.

## Biografi
Igiaba Scegos far var politiker och ambassadör för Somalia. Efter Siyad Barres militärkupp 1969 emigrerade han med sin familj till Italien. Igiaba Scego studerade vid universitetet La Sapienza i Rom, och tog examen i moderna språk och litteratur. Hon blev filosofie doktor i pedagogik vid universitetet Roma Tre 2008.